# Јован Зекић
Јован Зекић (Источно Сарајево, 7. јул 2005) српски је музичар и трубач из Републике Српске, БиХ. Свирајући заједно са Ансамблом "ЗЈЗ" објавио је један студио и један концерт албум. Данас Јован Зекић је један од најпопуларнијих музичара џез сцене Републике Српске.

## Биографија
Јован Зекић рођен је у Источном Сарајеву 7. јула 2005. године. Почео се бавити музиком са 5 година када му је бака купила клавир. Још од малих ногу показује музичку надареност, а прву композицију пише са свега 6 година. Уписује се у Основну музичку школу у Источном Сарајеву, смјер трубе, коју брзо завршава, а након тога уписује Средњу музичку школу у Средњошколском центру "Источна Илиџа" коју завршава као вуковац.

## Музичка каријера
Музичку каријеру започиње 2022. године свирајући са Ансамблом "ЗЈЗ". Те године наступају на Драгачевском сабору у Гучи гдје Јован осваја награду за обећавајућег младог музичара. Убрзо након тога Јован почиње радити на свом првом албуму у сарадњи са Ансамблом "ЗЈЗ".
У фебруару 2023. године објављује албум "Харалампи и ја" инспирисан дјелом "Писмо Харалампију" Доситеја Обрадовића. У периоду од марта до јула 2023. наступа на неколико концерата у Босни и Херцеговини заједно са гитаристичким ансамблом "Жице". Наступ у ресторану "Бели Бор" на Сокоцу је снимљен и објављен као албум "Живо на Сокоцу".